# Уверхалла
Уверхалла (норв. Overhalla) — коммуна в губернии Нур-Трёнделаг в Норвегии. Административный центр коммуны — город Ранемслетта. Официальный язык коммуны — нейтральный. Население коммуны на 2007 год составляло 3507 чел. Площадь коммуны Уверхалла — 729,29 км², код-идентификатор — 1744.

## История населения коммуны
Население коммуны за последние 60 лет.

Статистика коммуны Уверхалла